# Réserve partielle de faune du N'zo
La réserve partielle de faune du N’zo, créé le 28 aout 1972, est une réserve située à l'ouest de la Côte d'Ivoire à proximité du parc national de Taï et du lac de Buyo, dans la région de la Nawa et dans le département de Buyo. Elle s’étend sur une superficie de 27 830 hectares. Cette réserve abrite la moitié de la population totale de chimpanzés en Côte d'Ivoire.

## Histoire
La réserve partielle de faune du N’zo est créée par le décret le 28 aout 1972. Elle est située dans la région de Nawa, et se localise à l’ouest de la Côte d’ivoire. La réserve est créée dans le but de conserver et favoriser la propagation de la faune, et valoriser le potentiel touristique. Elle permet d’enrichir la faune pour des fins scientifiques, éducatives et de loisirs.
Initialement créé avec une superficie de 72 700 hectares, un autre décret est adopté le 21 mars 1973. Il modifie les limites qui sépare le parc national de Tai de la réserve partielle de faune du N’zo.
En 2018, un autre décret en date du 23 mai 2018 porte sur la modification des limites de la réserve. Sa superficie devient alors 27 830 hectares,.
La gestion de la réserve est confiée à l’Office ivoirien des parcs et réserves (OIPR).

## Description
La réserve partielle de faune du N’zo présente un climat diversifié qui est chaud et humide en permanence avec une forêt dense humide. La réserve est de type subéquatorial, elle contient  quatre saisons, une grande saison pluvieuse de mars à juillet, une petite saison sèche en aout, une petite saison pluvieuse septembre a octobre  et une grande saison sèche de novembre à février. Elle fait partie des réserves de biosphère et est inscrite au patrimoine mondial de l'UNESCO depuis 1982. De ce fait, cette réserve arbitre près la moitié de la population totale de chimpanzé de la cote d’ivoire. Hormis les chimpanzés il y a plusieurs espèces comme de grands mammifères qui y sont présents tels que le colobe bai, le colobe noir et blanc d’Afrique occidentale, la panthère, l’hippopotame amphibieaux, des éléphants, des singes et des buffles,.